# Zschimmer & Schwarz

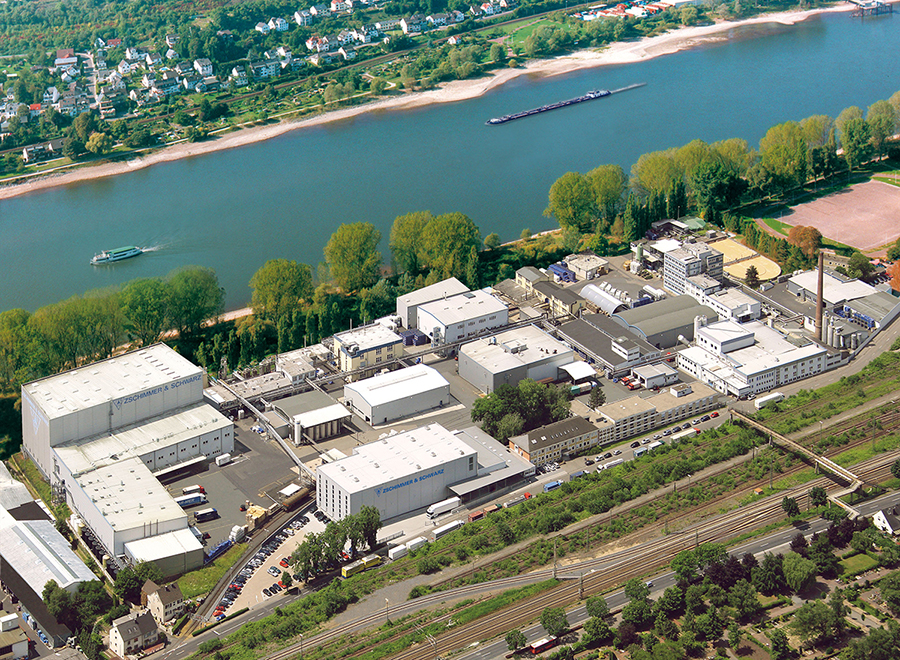
Standort Lahnstein

Die Zschimmer & Schwarz Holding GmbH & Co KG ist ein Hersteller von Spezialchemie mit Hauptsitz in Lahnstein. Gegründet wurde das Unternehmen 1894 in Chemnitz von Otto Zschimmer und Max Schwarz als Chemikaliengroßhandlung. Vertretungen bestehen in über 60 Ländern und es werden mehr als 1500 Mitarbeiter beschäftigt.

## Geschichte

### Unternehmensgründung und erste Jahre

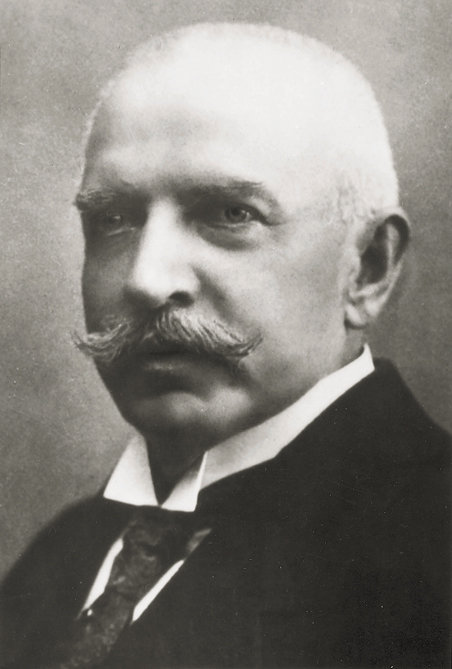
Unternehmensgründer Otto Zschimmer

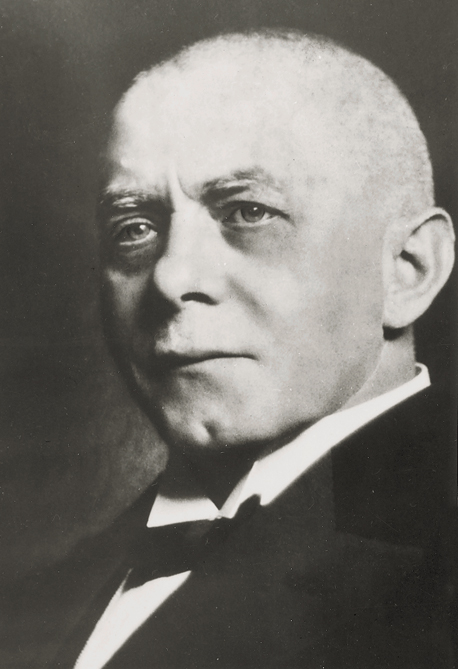
Unternehmensgründer Max Schwarz

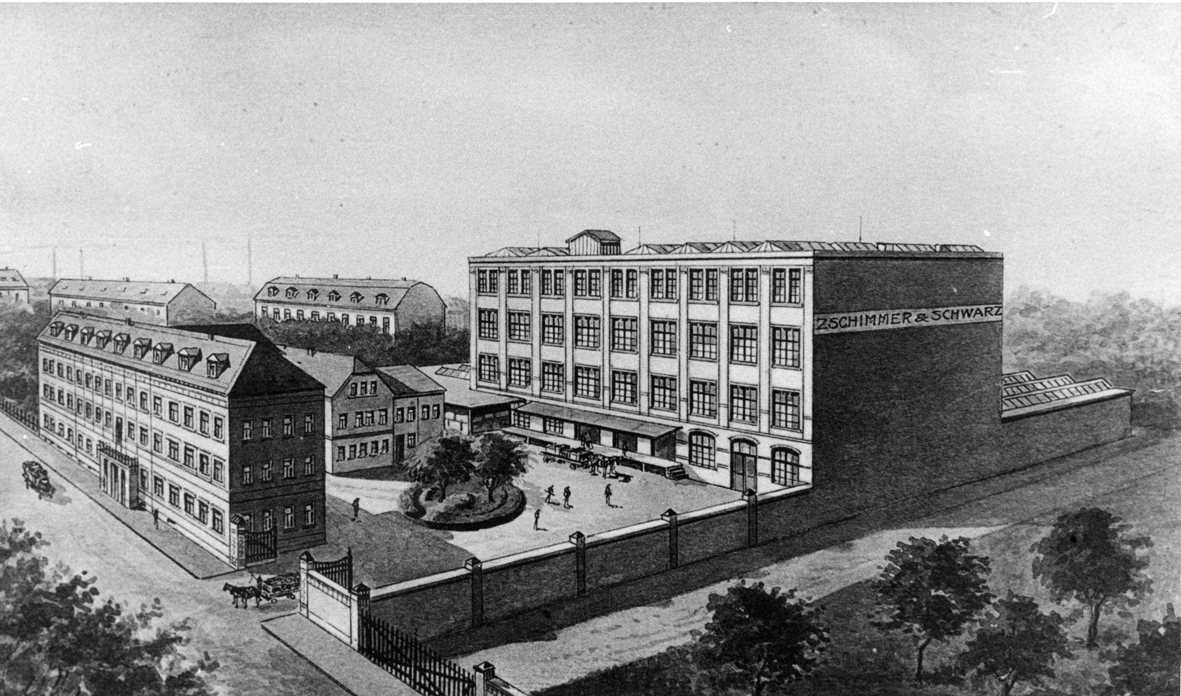
Erste Firmenzentrale in Chemnitz

Am 1. Januar 1894 wurde die offene Handelsgesellschaft Zschimmer & Schwarz im Handelsregister von Chemnitz eingetragen. Das Unternehmen handelte zunächst mit Drogen, überseeischen Farbstoffen wie Indigo, Cochenille, Curcuma, Catechu, Farbhölzern sowie Farbholzextrakten und Chemikalien. 1905 kam der Gerbstoffhandel hinzu. 1909 erfolgte die erste größere Firmenerweiterung. Bisher nur im Handelsgeschäft tätig, kam mit dem Kauf einer ehemaligen Wolldruckerei in Greiz-Dölau die Fabrikation von Textil-, Leder- und Papierhilfsmitteln hinzu. Bis zum Jahr 1934 hatte sich der Mischbetrieb mit 10 Mitarbeitern zu einer chemischen Fabrik mit industriellen Produktionsanlagen und eigener Forschung entwickelt. Bis 1945 wuchs der Standort mit rund 500 Mitarbeitern zur größten Produktionsstätte des Unternehmens heran.
Produziert wurde zunächst Wasserstoffperoxid für die Woll- und Seidenbleicherei und als Nebenprodukt Blanc-fixe – ein Füllstoff für Malerfarben und Lacke. Ziel war es, sämtliche in der Papier-, Textil- und Lederindustrie benötigten Produkte herzustellen. So wurden sowohl die Produktpalette als auch die Firmengebäude in Greiz-Dölau erweitert. Im Juli 1910 wurde im Greizer Amtsblatt bekannt gegeben, dass „in neu zu errichtenden Gebäude Ameisensäure, ameisensaure Salze, Tonerde und Tonerde-Präparate sowie Ölfarben hergestellt werden sollen.“ 1913 pachtete das Unternehmen eine Schwefelsäureanlage in Grünberg bei Graslitz, die einige Jahre später gekauft wurde. 1913 lag der Umsatz der Chemischen Fabrik Greiz-Dölau bei 800.000 Mark.

### Entwicklung in den 1920er und 1930er Jahren

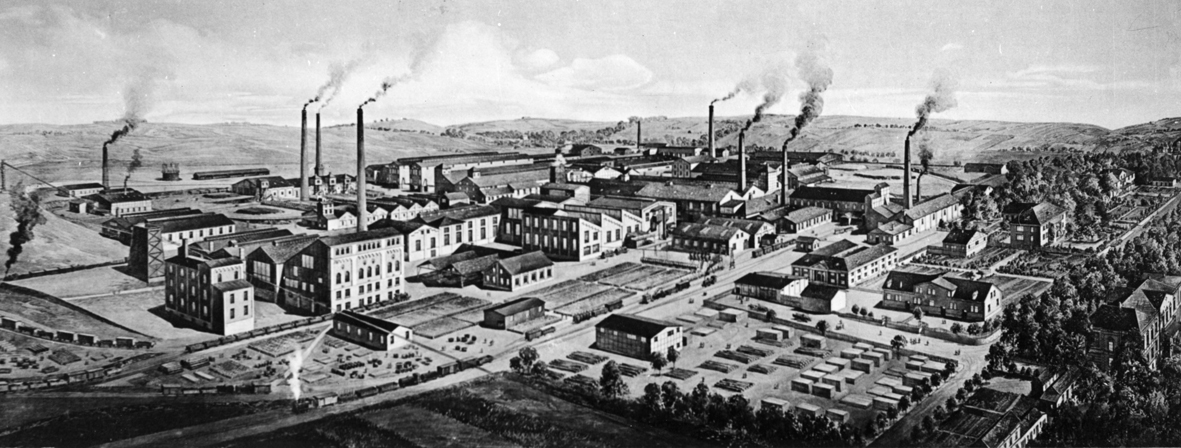
Fabrik Heinrichshall

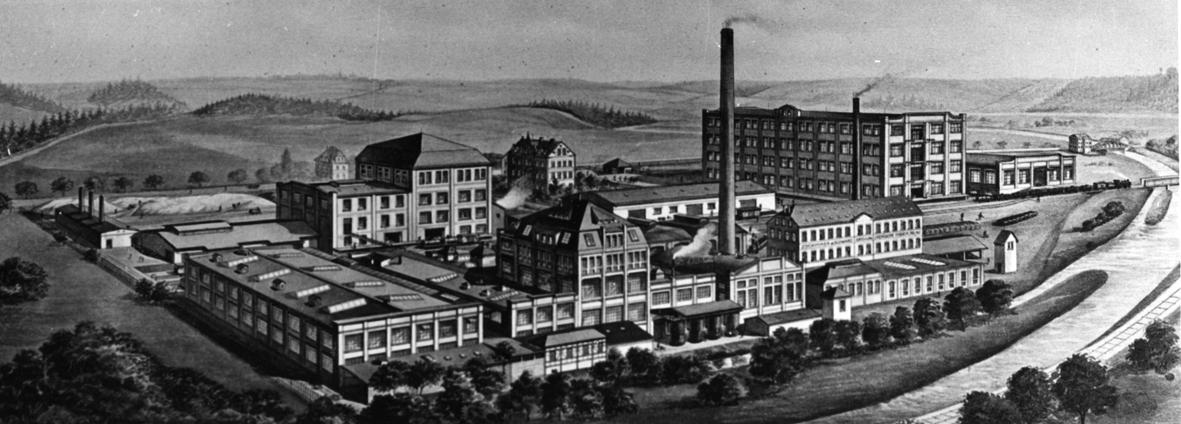
Fabrikgelände Greiz-Dölau Anfang der 1930er Jahre

1920 schied Otto Zschimmer aus dem Unternehmen aus und seine Söhne Fritz Zschimmer und Erich Zschimmer traten die Nachfolge an. Auch Max Schwarz holte seine Söhne in die Firma. Rudolf Schwarz übernahm 1921 die Betriebsleitung in Greiz-Dölau und Werner Schwarz folgte 1925 als Kundenbetreuer.
Die Jahre des Ersten Weltkrieges überstand das Unternehmen unbeschadet und mit Vollbeschäftigung. 1918 hatte das Unternehmen 161 Mitarbeiter. Nach Kriegsende wurde auch der Betriebsausbau vorangetrieben. In der Folge entwickelte sich der Standort Greiz-Dölau zum „Herzstück des Unternehmens“. 1927 wurde im thüringischen Heinrichshall eine Schwefelsäurefabrik übernommen, nachdem Anwohner einen entsprechenden Neubau am Standort Greiz-Dölau verhindert hatten. Auch erste Wohnhäuser für die Arbeiter und Angestellten des Unternehmens entstanden in Dölau in den 1920er Jahren.
Die eigene Forschung und Entwicklung begann ebenfalls in den 1920er Jahren in Greiz-Dölau. 1925 wurde das erste Patent angemeldet. Zahlreiche weitere Patente folgten in den 1930er und 1940er Jahren. Unter anderem für Wasserenthärtungsmittel, neue Verfahren zur Herstellung von glänzendem Papier, pulverförmige Waschmittel, neue Seifen mit Terpentin, neue Verfahren zum Färben von Leder und zur Herstellung von Kunstfasern. Neben einer Qualitätskontrolle für alle Produkte gab es erste Versuchsstrecken für Praxistests.
Das Jahrzehnt zwischen Weltwirtschaftskrise und dem Ausbruch des Zweiten Weltkrieges zählte zu den stärksten Wachstumsperioden des Unternehmens. Die Einbeziehung von Fettalkoholen als Rohstoffbasis und die Entwicklung eines Fettalkoholsulfonats mit der Produktbezeichnung CFD 31 im Jahr 1931 war der Durchbruch bei der Fabrikation moderner Textil- und Lederhilfsmittel. Der Bau der Seifenfabrik Anfang der 1920er Jahre und die Produktion von Fettalkolholsulfaten waren der Einstieg in die organische Chemie, die bis heute das Produktprogramm von Zschimmer & Schwarz bestimmt.

### Vorkriegsjahre und Zweiter Weltkrieg
Mit der Machtübernahme der Nationalsozialisten im Jahr 1933 begann die zunehmende Überwachung der Wirtschaft. In der Chemieindustrie wurden unter anderem die Preise für sämtliche Chemikalien festgelegt und Haushaltsseifen durften aufgrund der „Fettlücke“ nur noch 50 bis 52 % Fett enthalten.
Trotz Regulierung von Industrie und Wirtschaft sowie Devisen- und Rohstoffknappheit entwickelte sich die Chemische Fabrik Greiz-Dölau weiterhin erfolgreich. Zwischen 1934 und 1944 erhöhte sich der Umsatz von 5,5 auf 12,6 Millionen Reichsmark; auch die Produktion bei einigen Textil- und Papierhilfsmitteln wurde gesteigert. Laut Unternehmenshistorie gibt es keine Nachweise über die Produktion von Kriegs- und Rüstungsmaterialien, allerdings über Wehrmachtsaufträge, so beispielsweise über 500.000 Stück Einheitsfeinseife, 300.000 Stück Rasierseife und 5.000 Kilogramm Mineralseife im Jahr 1944.
Der Standort Greiz-Dölau wurde während der nationalsozialistischen Herrschaft weiter ausgebaut. 1936/37 kam ein Hauptlabor hinzu, das sich in die Fachlabore Textil, Leder, Fettchemie, Analytik und Tonerde untergliederte. Im gleichen Zeitraum wurde die Tonerdefabrik modernisiert und erweitert. Ab 1938 entstand ein „Gefolgschaftshaus“ für die Mitarbeiter mit Speisesaal, Großküche, Bücherei, Bierkeller und Aufenthaltsräumen. Mit der 1941 eingeführten „Gefolgschaftsrente“ zahlte das Unternehmen seinen Mitarbeitern erstmals Alters-, Invaliditäts- und Hinterbliebenenrente aus. Damit führte Zschimmer & Schwarz eine Tradition fort, die 1922 mit dem Bau von Arbeiterwohnungen begonnen hatte. 1941 erhielt die Chemische Fabrik Greiz-Dölau die Auszeichnung als nationalsozialistischer Musterbetrieb für vorbildliche Sozialeinrichtungen und Betriebsführung.
Durch die Verdoppelung der Produktionszahlen in Greiz-Dölau zwischen 1926 und 1943 stellte sich für das Unternehmen das Problem, dass die vom Reichswirtschaftsministerium zugeteilten Rohstoffkontingente nicht mehr ausreichten, um die Produktion im gewünschten Umfang aufrechtzuerhalten. Einen Ausweg bot der Kauf der Flesch-Werke in Oberlahnstein. Die Chemie- und Gerbstofffabrik passte zum Produktprogramm und lieferte die fehlenden Rohstoffkontingente. Für 440.000 Reichsmark erwarb Zschimmer & Schwarz 1939 sämtliche Aktien der Flesch-Werke AG, eine Tochtergesellschaft der Farb- und Gerbstoffwerke Carl Flesch jr. oHG mit Sitz in Frankfurt am Main.
Umstritten ist, ob die Flesch-Werke AG 1937 durch den Aufsichtsratsvorsitzenden der Dresdner Bank, Carl Goetz, und den thüringischen NSDAP-Gauwirtschaftsberater Otto Eberhardt, arisiert wurden. Zwar nahm die Liquidierung jüdischer Unternehmen seit 1937 massiv zu und wurde von arischen Unternehmen – gerade in Branchen mit Rohstoffknappheit – zunehmend genutzt, um an deren Rohstoffkontingente zu gelangen. Im Falle der Flesch-Werke wurden die Aktien des Unternehmens jedoch lange vor der Machtübernahme durch die Nationalsozialisten im Jahr 1926 als Sicherheit für Kredite verpfändet. Da die Kredite nicht zurückgezahlt werden konnten, entschieden sich 1937 die Hauptkreditgeber – die niederländische Bank Hollandsche Bank Unie NV. und das Londoner Bankhaus J. Henry Schröder & Co –, das Konkursverfahren einzuleiten und die Aktien versteigern zu lassen. Über mehrere Zwischenkäufer gelangten die Aktien schließlich in den Besitz von Zschimmer & Schwarz.
Nach dem Zweiten Weltkrieg reichten zwei ehemalige Gesellschafter der Flesch-Werke Klage ein und verlangten die Rückgabe des Unternehmens. 1952 wies das Landgericht Koblenz die Klage ab. Das Urteil wurde vom französischen Obergericht für Rückerstattungssachen in letzter Instanz bestätigt. Kritiker der damaligen Entscheidung gaben zu bedenken, dass Herbert Flesch seine Ansprüche nicht durchsetzen konnte, da nahezu alle Beteiligten an der Arisierung – mit Ausnahme des 1939 verstorbenen Otto Eberhardt – während des Verfahrens kooperiert hätten. Katrin und Christian Schwarz wiesen als Vertreter der Gesellschafter jedoch darauf hin, dass schon 1947 der jüdische Rechtsanwalt Hans Jeidels, der Deutschland 1938 verlassen musste, in einem Schreiben an Zschimmer & Schwarz bestätigt hätte, dass der Firmenübergang rein wirtschaftlicher Natur und es bereits im Frühjahr 1932 unzweifelhaft gewesen sei, dass „die Herren Flesch die Aktien bzw. das Unternehmen nicht halten konnten“.

### Enteignung und neue Firmenzentrale in Oberlahnstein

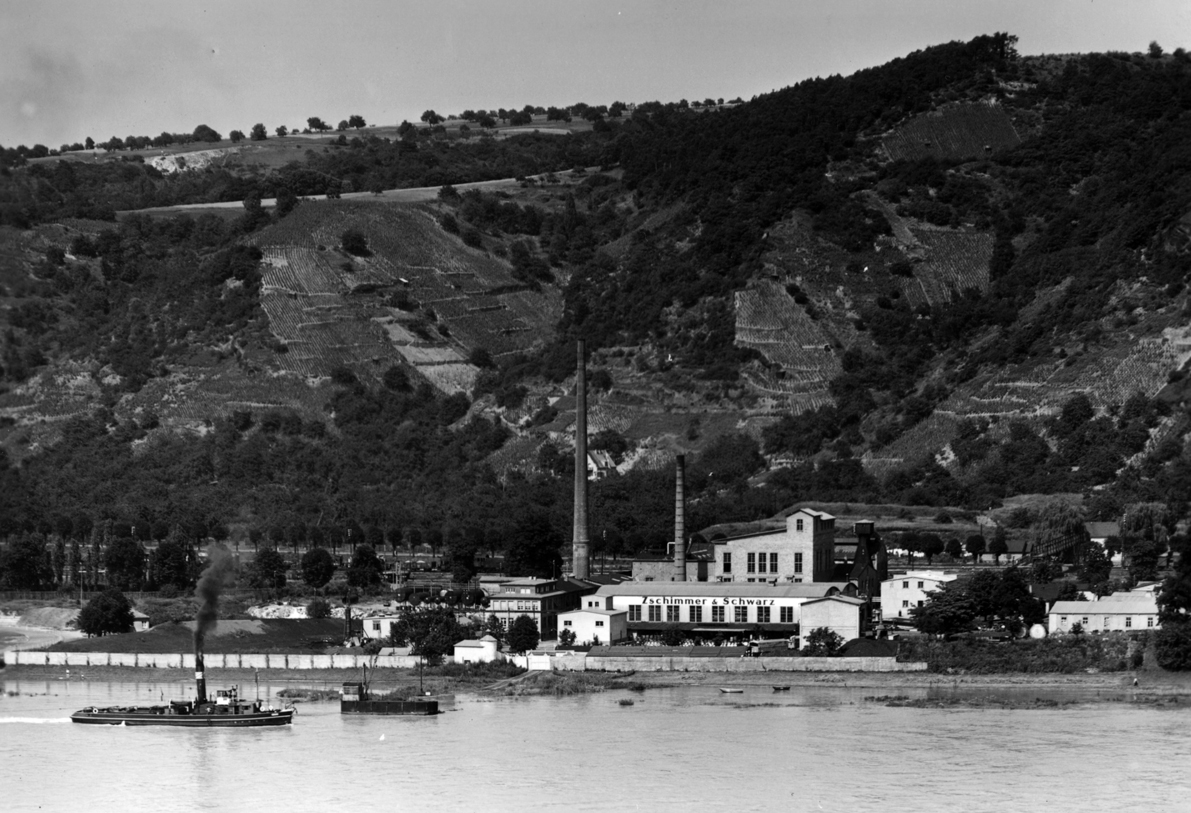
Firmengelände Lahnstein um 1940

Während das Chemnitzer Stammhaus komplett zerstört und die Produktionsstätte Heinrichshall und die Schwefelsäureanlage in Grünberg stark beschädigt worden waren, hatten die Produktionsstandorte in Greiz-Dölau und Oberlahnstein den Krieg relativ unbeschadet überstanden. So war an beiden Standorten bald wieder eine reguläre Produktion möglich. In Oberlahnstein machte 1946 und 1947 Waschpulver das Hauptgeschäft aus, ein Produktionszweig, der nach der Währungsreform 1948 aufgrund des explodierenden Wettbewerbs aufgegeben wurde.
In Greiz-Dölau zeichnete sich am 30. Oktober 1945 eine neue Entwicklung ab, als die Sowjetische Militäradministration die Fabrik und sämtliche Vermögenswerte beschlagnahmte. Nach vergeblichen Versuchen, die darauf folgende Teilenteignung rückgängig zu machen, erhielt das Unternehmen im Mai 1948 die Enteignungsurkunde für die Vollenteignung. Nach der Enteignung aller Zschimmer-&-Schwarz-Betriebe in Thüringen und Sachsen wurde der Sitz des Stammhauses in Chemnitz sowie der Niederlassungen Greiz-Dölau und Heinrichshall nach Brilon in Nordrhein-Westfalen verlegt, um sich die Patente und Warenzeichen zu sichern.
Bis 1945 hatte das Werk in Oberlahnstein eng mit der Produktionsstätte in Greiz-Dölau zusammengearbeitet, wo sich Hauptlabor, technische Leitung und die Patentabteilung befanden. Nach der Enteignung entstanden die nun fehlenden Abteilungen in Lahnstein neu. Trotz der Mehrbelastung entwickelte sich das Unternehmen auch in den 1950er Jahren gut: Innerhalb des Jahrzehnts verdoppelte sich der Umsatz von acht Millionen DM im Jahr 1951 auf 19 Millionen DM im Jahr 1959. Verantwortlich waren die Geschäftsbereiche Leder-, Textil- und Papierhilfsmittel, die Waschrohstoffe und das Handelsgeschäft. Der Exportanteil lag bei 20 %, die Mitarbeiterzahl betrug 394.
Neben zahlreichen Neuheiten, die auf den Markt gebracht wurden, investierte das Unternehmen in den Standort Lahnstein, wo in den 1950er Jahren neue Labore sowie neue Produktionsanlagen entstanden. Durch den Zukauf von rund 12.000 Quadratmetern wurde das Betriebsgelände erweitert. 1957 wurde ein neues Verwaltungsgebäude bezogen. 1959 löste das Unternehmen die Zweigniederlassung in Brilon auf, Oberlahnstein wurde zur Zentrale von Zschimmer & Schwarz.

### Expansion von 1960 bis 1989
Sechs Jahre nach dem Tod des Firmengründers Max Schwarz im Jahr 1960 benannte die Stadt Lahnstein die Alte Braubacher Straße, an der die Unternehmenszentrale lag, in Max-Schwarz-Straße um.
Wie in den 1950er Jahren verdoppelte sich auch in den 1960er Jahren der Umsatz von 19 Millionen DM auf 40 Millionen im Jahr 1969. Die Mitarbeiterzahl stieg von 400 auf 470. Da die heimische Lederwirtschaft zunehmend einbrach, ging der Umsatz im Geschäftsbereich Lederhilfsmittel stark zurück, sodass sich die Geschäftsführung nach weiteren Absatzgebieten umsah. 1960 erfolgte mit der Gründung des Geschäftsbereichs Keramikhilfsmittel der Einstieg in ein neues Geschäftsfeld.
Großen Erfolg hatte das Unternehmen in den 1960er Jahren mit der Paste ZU, einem Waschrohstoff, der unter anderem in Badedas enthalten war, einem der erfolgreichsten Schaumbäder dieser Jahre. Waschrohstoffe waren 1961 die stärkste Umsatzgruppe und machten 55 % des Gesamtumsatzes aus. Die Trocknungsanlage für Waschrohstoffe in Lahnstein musste in den 1960er Jahren mehrfach erweitert werden. Um auch sprühgetrocknete Fettalkoholsulfate in Pulverform herstellen zu können, wurde 1966 in einen modernen Sprühturm investiert. Auch in die Erweiterung der Werksgebäude flossen Investitionen. 1963 wich das letzte Provisorium der Nachkriegszeit am Standort Lahnstein und das Max-Schwarz-Haus mit Kantine und Sozialräumen wurde bezogen.
1970 erfolgte die Gründung der Ursa Chemie GmbH. Ursprünglich sollte damit in die Produktion pharmazeutischer Chemikalien eingestiegen werden. Heute produziert das Unternehmen unter anderem als Lohnhersteller für die chemische und kosmetische Industrie.
Während die 1960er Jahre bei Zschimmer & Schwarz geprägt waren von der Umstellung von der handwerklichen zur industriellen Produktion, standen die 1970er Jahre unter dem Eindruck der Ölkrise und des Chemieunfalls in Seveso 1976, bei dem hochgiftiges Dioxin in die Umwelt gelangte. In der Folge fand im Oktober 1977 der erste „Tag der offenen Tür“ in Oberlahnstein statt.
Bereits 1975 wurde im Chemiewerk Lahnstein die erste Versuchsanlage zur Abwasserreinigung installiert. 1980 ging die vollbiologische Kläranlage in Betrieb, der der Bau einer neuen Trennkanalisation auf dem Betriebsgelände vorausgegangen war. Mit vier Millionen DM war sie die bisher größte Einzelinvestition des Unternehmens. Ihre Leistung ist auf eine Stadt mit etwa 23.000 Einwohnern ausgelegt.
Auch die 1980er Jahre standen im Zeichen zunehmender Umweltprobleme und eines wachsenden Umweltbewusstseins. 1982 wurden im Grundwasser von Lahnstein Chlorkohlenwasserstoffe gefunden. Nach einer Untersuchung zeigte sich, dass auch die Brunnen und Grundwasserpegel auf dem Werksgelände von Zschimmer & Schwarz erhöhte Konzentrationen von Tri- und Perchlorethylen sowie Methylenchlorid aufwiesen. 1983 kamen das Unternehmen und die Stadt Lahnstein überein, dass Zschimmer & Schwarz sich mit 900.000 DM an einem Aktivkohlefilter für die Trinkwasseraufbereitung der Stadt beteiligt. Noch im gleichen Jahr entschieden die Verantwortlichen, den Umgang und Handel mit chlorierten Kohlenwasserstoffen einzustellen.
1986 kam es im Chemiekonzern Sandoz in Basel zu einem weiteren schweren Chemieunfall. Infolgedessen verschärfte die Politik erneut die Umweltauflagen insbesondere bei den Anforderungen für die Lagerung von Chemikalien und für die Rückhaltung von Löschwässern. Um diesen steigenden Anforderungen an den Grundwasserschutz nachzukommen, stellte Zschimmer & Schwarz in den folgenden Jahren die Materialwirtschaft um, was zum Bau eines neuen Logistikzentrums mit integriertem, vollautomatischem Hochregallager führte, das 1994 in Betrieb ging.
Ende der 1970er Jahre waren die Tenside, die bisher unter Waschrohstoffen geführt worden waren, mit 19 % der größte Umsatzbringer des Unternehmens, gefolgt von den Textilhilfsmitteln, die nun in zwei getrennte Geschäftsbereiche aufgeteilt wurden: in Faserhilfsmittel für die Chemiefaserindustrie und in die klassischen Textilhilfsmittel. Das stärkste Wachstum verzeichnete im Jahr 1979 die 1960 gegründete Keramiksparte mit 27 %.
Eine weitere Veränderung ergab sich 1984 mit dem Verkauf der Sparte Papierhilfsmittel an das Chemieunternehmen Giulini in Ludwigshafen am Rhein. Grund war der veränderte Markt mit zunehmend größeren Papierfabriken und einem wachsenden Preisdruck, dem Zschimmer & Schwarz nicht standhalten konnte.
1983 legte das Unternehmen ein umfangreiches Investitionsprogramm auf. Investiert wurde in die Modernisierung und den Neubau von Produktionsanlagen, die Verbesserung der Infrastruktur und Lagerwirtschaft sowie die innerbetriebliche Organisation. Ab 1987 kam eine eigene Versuchsgerberei hinzu, 1988 folgte der Neubau des Keramiktechnikums und 1989 konnte der neue SM-Betrieb (Sulfieren und Mischen) fertiggestellt werden.
1989 lag der Umsatz bei 153 Millionen DM, der Exportanteil bei 50 %.

### Rückkehr nach Sachsen und neue Unternehmensstruktur

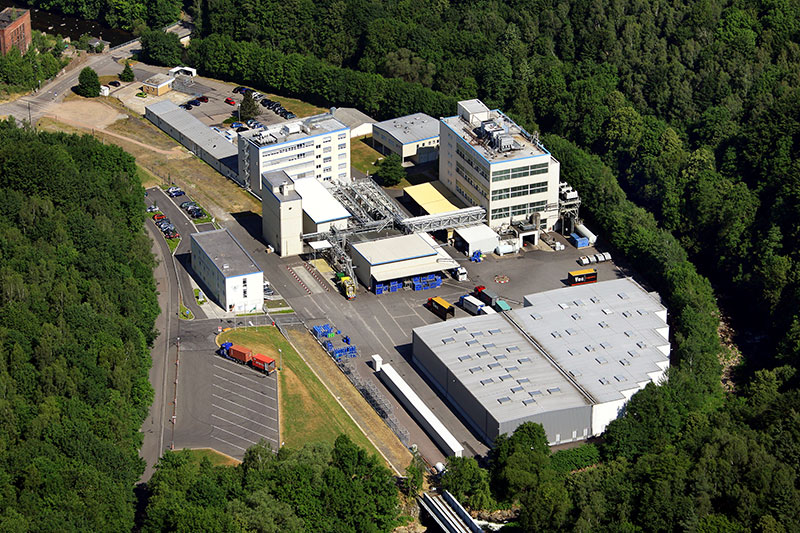
Standort Mohsdorf

Nach der Wende 1989 stand das Unternehmen vor der Entscheidung, die ehemaligen Werke in Thüringen in die Unternehmensgruppe zu integrieren; 1990 entschied sich die Geschäftsführung dagegen. Dennoch wollte man im Osten Deutschlands erneut Fuß fassen und erwarb 1993 den ehemaligen Produktionsstandort des VEB Fettchemie Chemnitz in Mohsdorf bei Chemnitz. Die Zschimmer & Schwarz Mohsdorf GmbH begann mit 49 Mitarbeitern die Produktion von Lederhilfsmitteln und Phosphonaten, die bisher nicht im Unternehmen produziert worden waren. 1995 erfolgte der Umzug des Geschäftsbereichs Textilhilfsmittel nach Mohsdorf. Heute beschäftigt die Zschimmer & Schwarz Mohsdorf GmbH & Co. KG dort etwa 160 Mitarbeiter.
Auch in Lahnstein investierte das Unternehmen weiter. So in den Jahren 1994 und 1995 60 Millionen DM für die Fertigstellung der KS-Anlage, ein neues Logistikzentrum mit Hochregallager und die erweiterte Kläranlage.
Im Mai 1996 verabschiedeten die Gesellschafter eine neue Unternehmensstruktur. Die Niederlassung Mohsdorf wurde in eine selbstständige Gesellschaft umgewandelt. Damit bestand Zschimmer & Schwarz aus drei Unternehmen, an dem die damals 16 Gesellschafter zu gleichen Teilen beteiligt waren: Z&S GmbH & Co KG Chemische Fabriken, Lahnstein (Z&S Lahnstein), Z&S Mohsdorf mit den Sparten Phosphonate und Textilhilfsmittel und Z&S Chemie GmbH (Z&S Chemie) als Holding für die Tochter- und Beteiligungsfirmen und den Chemikalienhandel in Lahnstein.

### 21. Jahrhundert
Im Zuge der Finanzkrise musste auch Zschimmer & Schwarz Umsatzeinbußen hinnehmen. Dennoch konnte das Unternehmen seit der Jahrtausendwende aufgrund von Akquisitionen sowie durch die Erweiterung der Produktionskapazitäten den Umsatz von 230 im Jahr 2001 auf 465 Millionen Euro im Jahr 2013 verdoppeln.
2008 wurde das Ledergeschäft deutlich ausgebaut durch die Übernahme der Lederchemikalien-Abteilung des Heilbronner Chemieunternehmens Münzing. 2012 kam im Geschäftsbereich Keramik eine neue Produktgruppe hinzu. 2013 erfolgte die Übernahme der Lefatex Chemie GmbH, einem Anbieter von Produkten für die Beschichtung von Textil- und Carbonfasern.
Mit dem Ausscheiden von Volker Schwarz aus dem Unternehmen ist seit 2008 kein Angehöriger der Gründerfamilien mehr in der Geschäftsführung tätig. 2023 gehören der Geschäftsführung von Zschimmer & Schwarz Felix Grimm, Frank Richter und Christoph Riemer an.

## Das Auslandsgeschäft seit 1948

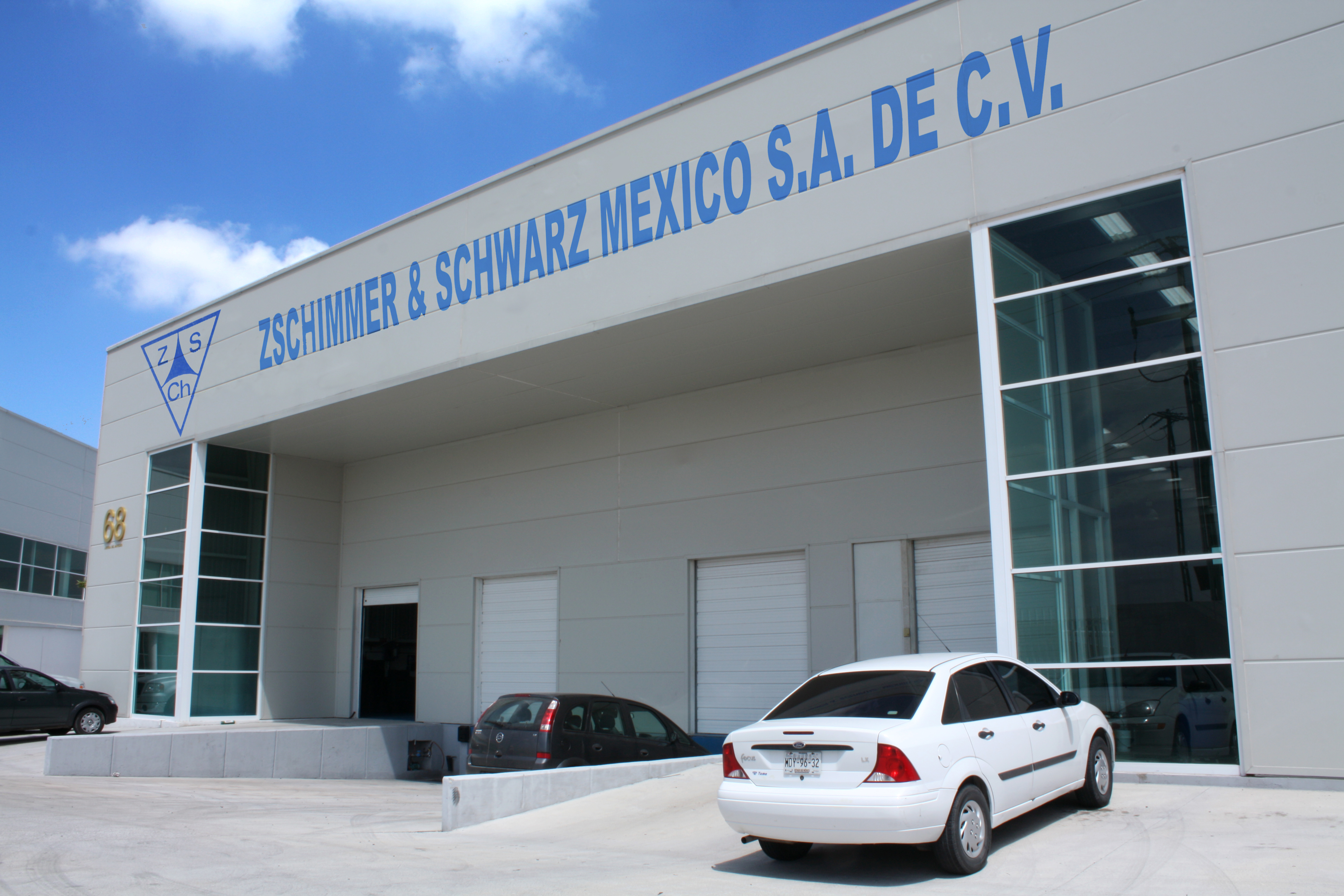
Standort Mexiko

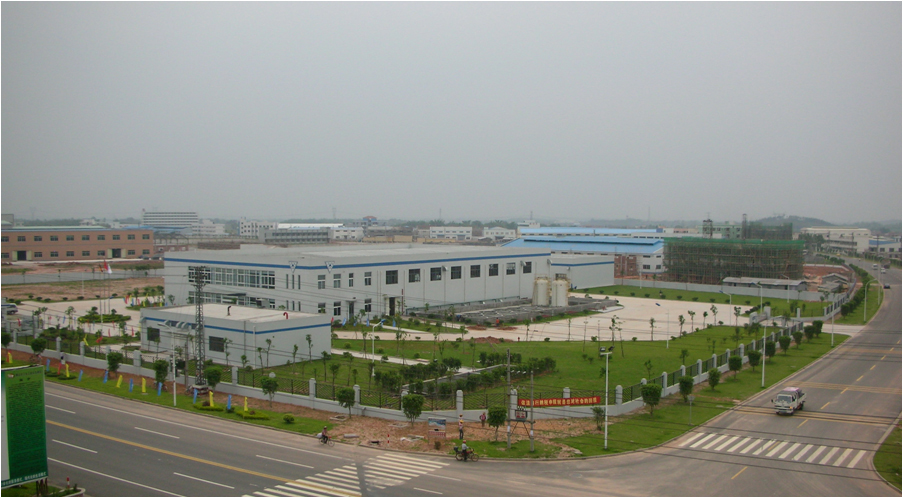
Standort China

Zschimmer & Schwarz ist ein in Deutschland und international arbeitendes Unternehmen. 2023 gab es 28 Konzerngesellschaften in Europa, Nordamerika, Südamerika, Asien und Afrika, von denen 21 eine eigene Produktion haben. Hinzu kommen Vertretungen in über 60 Ländern. Mehr als zwei Drittel des Umsatzes wird im Ausland erwirtschaftet.
Der Export der ersten Produkte ins Ausland erfolgte 1948, 1950 entstand bei Z&S Lahnstein die erste Exportabteilung. 1959 war der Exportanteil am Umsatz auf 20 % gestiegen. Damit wurde das Auslandsgeschäft innerhalb weniger Jahre zu einem wichtigen Umsatzträger.
Im April 1960 gründete Zschimmer & Schwarz die erste ausländische Tochtergesellschaft, die Z&S France S.A.R.L. mit Sitz in Paris. Nach einem gescheiterten Versuch im Jahr 1970 fasste das Unternehmen ab Januar 1972 auch in Italien Fuß. Dazu wurde schrittweise das italienische Chemieunternehmen Montanoir Italiana übernommen. 1985 folgte die italienische Tochtergesellschaft Zeta Esse Ti für Textil- und Faserhilfsmittel und 1990 die Übernahme des italienischen Keramikhilfsmittel-Herstellers Ceramco. 2014 beschäftigte Zschimmer & Schwarz in Italien über 170 Mitarbeiter und erwirtschaftete mit rund 124 Millionen Euro den nach Deutschland zweithöchsten Umsatz der Unternehmensgruppe.
1982 begann das Unternehmen, in Asien zu arbeiten – zunächst mit einem Handelsbüro in Hongkong, von dem unter anderem Geschäfte in Pakistan, Taiwan und Südkorea abgewickelt wurden, in den 1990er Jahren folgten Büros in Shanghai und Peking. Insgesamt erhöhte sich der Exportanteil für das gesamte Unternehmen Ende der 1980er Jahre auf 47 %. Weit vorne lag der Geschäftsbereich Leder/Pelz mit 87 %, den geringsten Anteil am Export hatten die Tenside mit 30 %.
1990 wurden alle Tochtergesellschaften und Joint-Ventures unter der Z&S Chemie zusammengefasst, die einen Umsatz von 77 Millionen D-Mark erwirtschaftete. Der Fokus rückte nun von Europa auf eine Expansion auf andere Kontinente; die Geschäftsbereiche und Gesellschaften des Unternehmens wurden international ausgerichtet. 1994 hatte der Export mit einem Anteil von 60 % den Umsatz in Deutschland überholt. Bis Ende der 1990er Jahre stieg er auf 80 %, unter anderen durch den Kauf eines Produktionsbetriebs für Textilhilfsmittel, mit dem Zschimmer & Schwarz 1998 die Expansion in die Vereinigten Staaten mit Standort in Milledgeville, Georgia gelang.
2000 kam ein neuer Produktionsstandort für Leder-, Keramik- und Texthilfsmittel in Brasilien hinzu. 2006 folgten Russland mit einem neuen Produktionsstandort und Mexiko mit einer neuen Handelsgesellschaft, die kurz darauf ebenfalls in die Produktion einstieg. 2007 wurde die bereits zwei Jahre zuvor gegründete Z&S Chemical in Foshan (Volksrepublik China), um eine eigene Produktion für Keramikhilfsmittel erweitert, um den chinesischen Keramikmarkt bedienen zu können. 2007 kam die erste Niederlassung in Afrika hinzu. In Kairo produziert das Unternehmen Keramikhilfsmittel. 2010 nahm Zschimmer & Schwarz eine eigene Produktion in Argentinien in Betrieb, wo bereits seit 1978 Lederhilfsmittel verkauft wurden.
Hinzu kamen Zukäufe ausländischer Unternehmen wie 2010 Euro Kimya in der Türkei, um von einem der fünf größten Fliesenmärkte der Welt stärker partizipieren zu können. In den USA erfolgte 2009 die Akquisition der Handelsgesellschaft USA Fibre Solutions, mit der Entwicklungen von Faserhilfsmitteln für Teppiche übernommen werden konnten. Damit produzierten 2014 in den USA 58 Mitarbeiter Produkte für die Bereiche Textil, Faser, Phosphonate, Keramik und Care Specialities.
Im Januar 2015 übernahm das Unternehmen das Nassbereich-Lederhilfsmittelgeschäft von Lamberti/Unichem in Italien und im Februar alle Anteile der Gevartis AG mit Sitz in der Schweiz. 
Ebenfalls 2015 übernahm Zschimmer & Schwarz die Interpolymer Corporation mit Produktionsstandorten in den USA, Frankreich und der VR China sowie einer Niederlassung in Deutschland. 2018 folgte die Gründung des Joint-Venture-Unternehmens Interpolymer Korea in Zusammenarbeit mit KhaiEL Korea Co., Ltd. Am Standort der Interpolymer Korea in Yesan-Gun (Provinz Chungcheongnam-do) werden Polyurethan-Dispersionen hergestellt.
Mit der Akquisition der Lexolube-Sparte von Inolex, Inc. erweiterte sich Zschimmer & Schwarz 2017 um den Bereich Spezial-Schmiermittel und deren Komponenten. Durch die Übernahme der PT Smaltochimica Asia 2019 vergrößerte sich das Unternehmen im Bereich der Keramikhilfsmittel. Ende 2019 schloss sich Zschimmer & Schwarz mit der italienischen Samia S.p.A. im Bereich der chemischen Lederhilfsmittel zusammen.

## Unternehmensbereiche
Das Unternehmen produziert seit 1909 Lederhilfsmittel. Hergestellt werden natürliche, synthetische sowie Spezial-Fettungsmittel für die Nasszurichtung bzw. die Crustproduktion. Neben der Autoleder- und Schuhoberlederindustrie beliefert das Unternehmen auch Gerbereien.
Neben der klassischen Textilveredelung wie Vorbehandlung, Färberei und Ausrüstung finden sich Produkte von Zschimmer & Schwarz im digitalen Textildruck, in technischen Textilien und Funktionalisierungen sowie in ökologischen Systemen.
Mit rund 200 Faserhilfsmitteln beliefert das Unternehmen die Chemiefaser- und Vliesstoffindustrie.
Zschimmer & Schwarz stellt Produkte für die keramische und pulvermetallurgische Industrie her. Die Produkte werden in der Keramikindustrie eingesetzt. Dazu arbeitet es in der Pulvermetallurgie sowie in der Entwicklung von Farben für den Digitaldruck in der Fliesenindustrie.
Das Unternehmen bietet Produkte aus Tensiden, Phosphonaten, Estern, Polymeren und anderen chemischen Verbindungen für verschiedene industrielle Anwendungen an.
Das Unternehmen liefert Produkte für wässrigen Digitaldruck sowie die Beschichtung von Textilien und Industriegeweben. Es stellt Materialien zur Passivierung von Metalloberflächen her sowie wässrige Bindemittelsysteme mit speziellen Eigenschaften, die im Industrielackbereich und bei der Beschichtung von Holz- oder auch Betonoberflächen zum Einsatz kommen.
Zschimmer & Schwarz stellt formulierte Schmierstoffe, Basisstoffe und Additive für Maschinen und industriellen Verfahren her. Das Unternehmen produziert außerdem Spezialadditive, die Reibung verringern, vor Korrosion schützen und Bestandteile in wasserbasierten Metallbearbeitungsflüssigkeiten emulgieren.